# Douglas DC-6
De DC-6 is een viermotorig verkeersvliegtuig dat werd ontwikkeld en gebouwd door de Douglas Aircraft Company. Het werd geproduceerd van 1946 tot 1959.
De ontwikkeling van de DC-6 begon tijdens de Tweede Wereldoorlog; het toestel was aanvankelijk dan ook bedoeld als militair transportvliegtuig. Na het eind van de oorlog werd het ontwerp echter aangepast zodat de DC-6 kon concurreren met de Lockheed Constellation. Er werden meer dan 700 exemplaren van de DC-6 gebouwd, waarvan er een flink aantal zelfs heden ten dage nog in dienst zijn, hoewel meestal niet als passagiersvliegtuig.
Bij de Amerikaanse luchtmacht stond het toestel bekend als C-118 Liftmaster, bij de Amerikaanse marine als R6D.

## Geschiedenis
De Amerikaanse luchtmacht initieerde de ontwikkeling van de DC-6 onder de naam XC-112 in 1944. Men wilde een vergrote versie van de populaire C-54 met verbeterde motoren. Toen het toestel ontwikkeld was, was de oorlog voorbij en daarmee verdween de noodzaak voor de XC-112.
Douglas paste het ontwerp aan voor burgerdoeleinden (passagiers- en vrachtvervoer) en leverde de eerste DC-6 in maart 1947. In de eerste maanden van zijn bestaan brak in een aantal DC-6'en op een in eerste instantie onverklaarbare manier brand uit, die in één geval zelfs tot een fatale crash leidde. De gehele vloot van DC-6'en werd aan de grond gehouden totdat het euvel verklaard was. De oorzaak bleek een brandstofleiding te zijn die vlak langs de cabineverwarming liep. Nadat het ontwerp hierop was aangepast konden de DC-6'en na vier maanden aan de grond weer het luchtruim kiezen.
Douglas had drie basisvarianten van de DC-6 ontwikkeld: de DC-6A was bedoeld als vrachtvliegtuig; de DC-6B was een passagiersvliegtuig en de DC-6C was een zogenaamde convertible: een toestel dat snel om te bouwen was van het ene type naar het andere, of een combinatie van beide types (bijvoorbeeld half vracht, half passagiers).
De eerste trans-Atlantische vlucht van Pan Am in de toeristenklasse, in 1952, werd uitgevoerd met een DC-6.
Vanaf 1957 tot 1975 had de Amerikaanse luchtmacht C-118 Liftmasters in dienst.
Tweede Secretaris-Generaal van de Verenigde Naties Dag Hammarskjöld is samen met de vijftien andere inzittenden omgekomen in een crash van een Douglas DC-6 met vliegtuigregistratienummer SE-BDY op 18 September 1961 in Ndola toen hij op weg was naar vredesbesprekingen met Moïse Tshombe tijdens de Congocrisis.

## Luchtvaartmaatschappijen
Maatschappijen die ooit met de DC-6 hebben gevlogen zijn onder andere: Aerolíneas Argentinas, Air Vietnam, Alaska Airlines, American Airlines, Aviateca, Canadian Pacific Air Lines, Great Lakes Airlines, JAT Jugoslovenski Aero Transport (tegenwoordig Jat Airways), KLM, LAN Chile, Mackey, Mexicana, National Airlines, Northeast Airlines, Northwest Orient, Olympic Airways, Pan American World Airways, Mexicana, Panair do Brasil, Philippine Airlines, Sabena, SAS, TEAL, Transavia, Trans American Airlines, Transocean, United Airlines, Western Airlines, en Yemen Airlines.
Tegenwoordig hebben de meeste DC-6'en die nog in dienst zijn Alaska als thuisbasis. De maatschappijen Air Cargo Express, Everts Air Fuel, en Northern Air Cargo vliegen nog met dit toestel. Ook kleine maatschappijtjes in Zuid-Amerika vliegen nog wel met de DC-6.

## Militaire gebruikers
België, Colombia, Cuba, Frankrijk, West-Duitsland, Guatemala, Honduras, Joegoslavië, Mexico, Nieuw-Zeeland, Portugal, El Salvador, Taiwan, Verenigde Staten, Zuid-Korea.

## Tegenwoordig[(sinds) wanneer?]
In 2006 vierde het toestel zijn 60e verjaardag sinds de introductie.
- Er zijn wereldwijd nog ongeveer 100 toestellen vliegklaar of potentieel in staat te vliegen.
- In 2002 waren er nog 49 volledig operationeel.
- Twee DC-6'en zijn in gebruik bij Atlantic Airlines in Coventry, Verenigd Koninkrijk.
- Eén is er in gebruik bij Red Bull in Salzburg, Oostenrijk, voor reclamedoeleinden.
- Eén wordt er gebruikt door Namibia Commercial Aviation.
- Een onbekend aantal is in gebruik als vrachtvliegtuig of blusvliegtuig in Canada en Alaska.

Diverse DC-6'en worden wereldwijd tentoongesteld in musea. De bekendste is President Harry S. Trumans Independence, die staat op Wright-Patterson Air Force Base in Ohio.
- 1948, een nieuwe DC-6 voor KLM

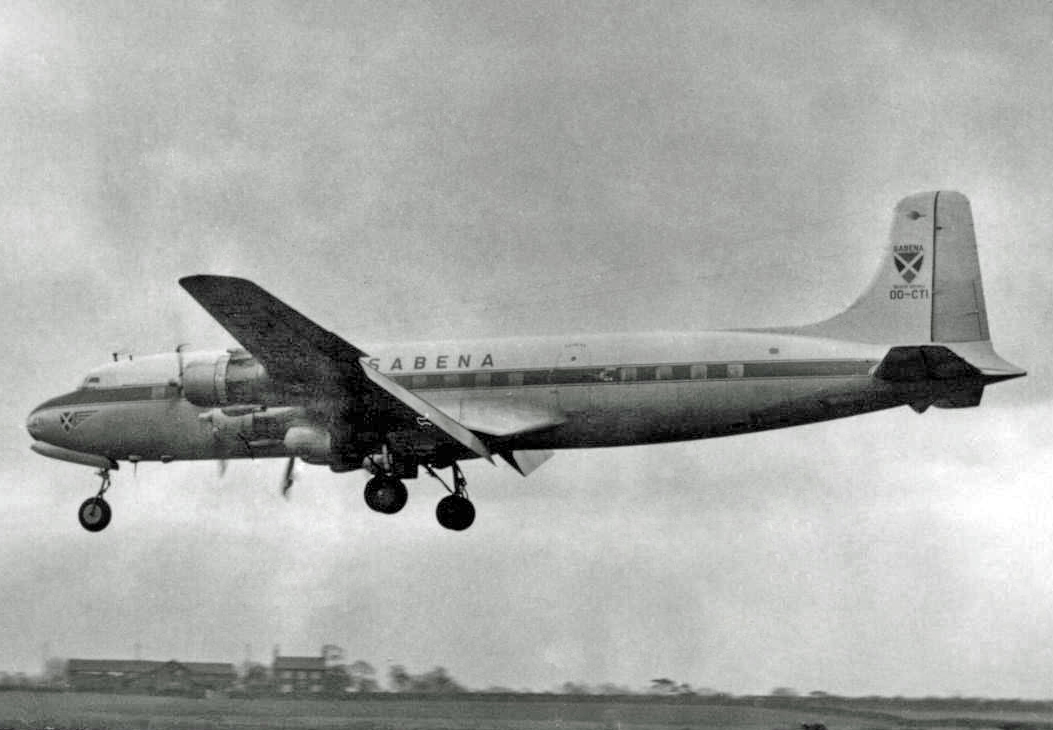
Een Douglas DC-6 zoals Sabena-vlucht 503 gecrasht in Monte Terminillo bij Rieti op 13 februari 1955
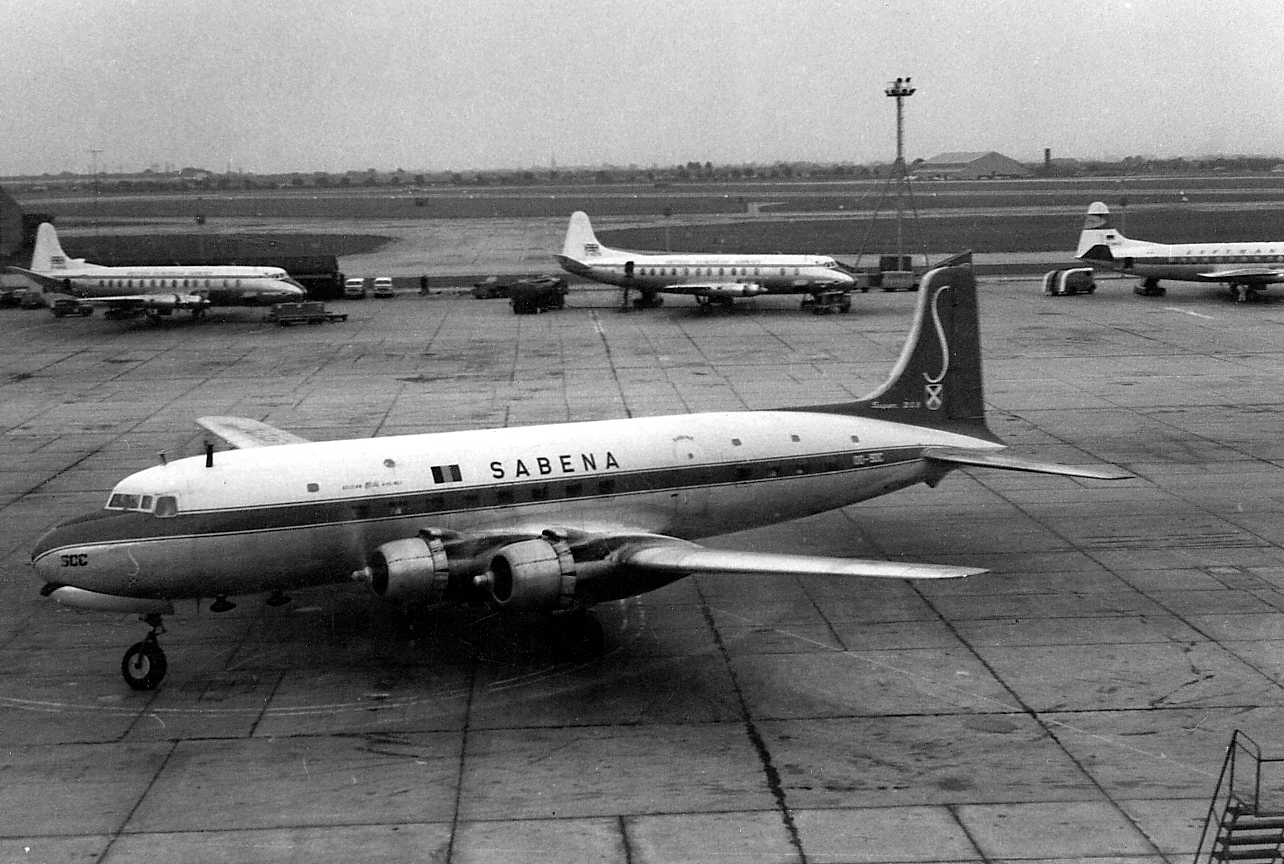
Douglas DC-6 van Sabena (1960)
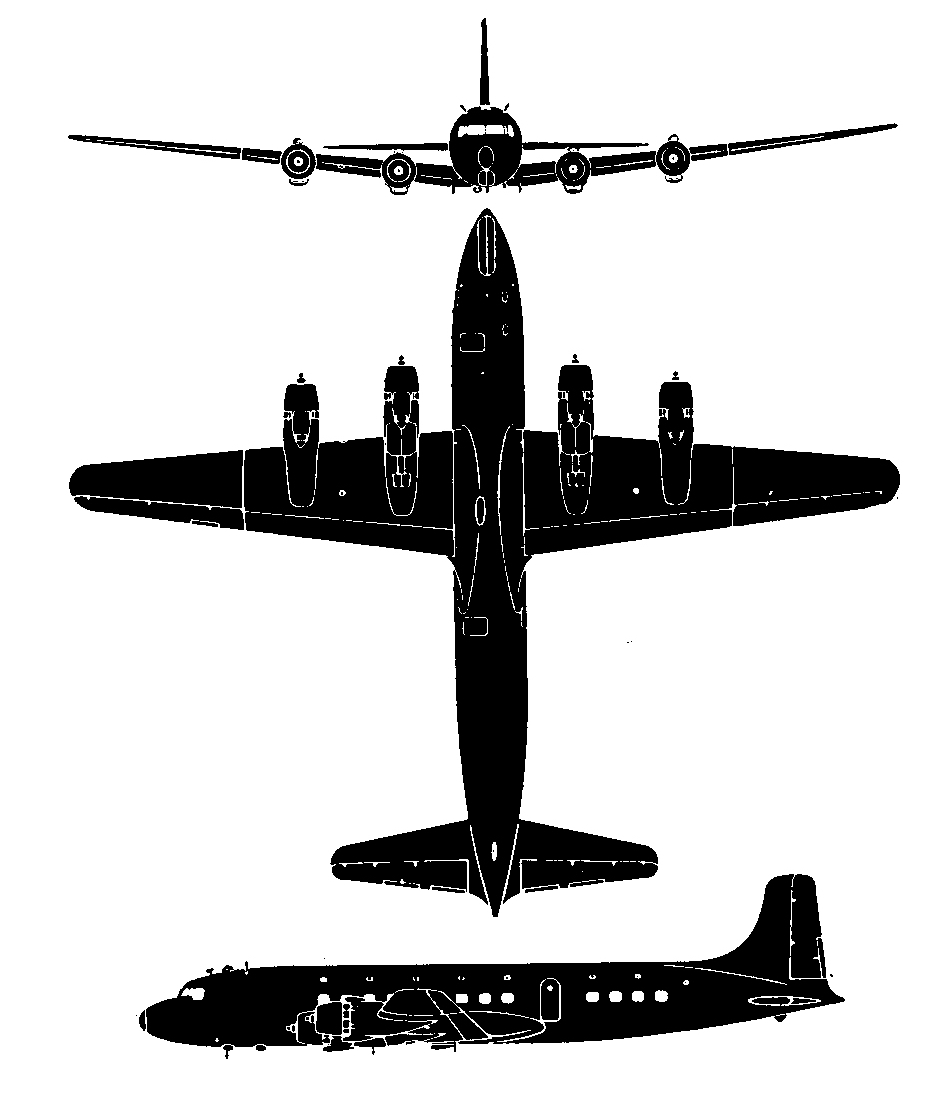
profielschetsen Douglas DC-6B